# Pseudanthias lori
Pseudanthias lori es una especie de peces de la familia Serranidae en el orden de los Perciformes.

## Morfología
• Los machos pueden llegar alcanzar los 12 cm de longitud total.

## Hábitat
Es un pez  de mar de clima tropical y asociado a los  arrecifes de coral que vive entre 7-70 m de profundidad.

## Distribución geográfica
Se encuentra desde la Isla Christmas  hasta las Tuamotu, Filipinas, el norte de la Gran Barrera de Coral  y las Islas de la Lealtad